# أغوستين كارستنز
أغوستين كارستنز هو اقتصادي وسياسي مكسيكي، ولد في 9 يونيو 1958 في مدينة مكسيكو في المكسيك. نشط حزبياً في الحزب الثوري المؤسساتي. وقد انتخب وزير.

## وصلات خارجية
- أغوستين كارستنز على موقع مونزينجر (الألمانية)